# Guerres romano-latines
Les guerres romano-latines de la première moitié du IVe siècle av. J.-C. sont une série de conflits opposant la République romaine à des cités de la ligue latine jusqu'en 354 av. J.-C.
L'exactitude de tous les faits rapportés par les annalistes antiques, notamment Tite-Live, est remise en question par les historiens modernes.
À la suite du sac de Rome de 390 av. J.-C., l’alliance de Rome avec les Latins et les Herniques se dégrade tandis que Rome doit faire face aux Volsques, Èques et aux Étrusques. Quelques années plus tard, une guerre oppose Rome à Préneste. Tusculum est annexée au territoire romain en 381 av. J.-C. et un conflit oppose les Romains aux Latins et aux Volsques autour de Satricum en 377 av. J.-C. À partir de 361 av. J.-C., Tibur est en conflit avec Rome, et ce jusqu'aux négociations de paix de 354 av. J.-C.
Entre 340 et 338 av. J.-C., un dernier conflit oppose Rome à la ligue latine et aux Volsques : la guerre latine. Ces derniers tentent une dernière fois de mettre à mal la suprématie romaine sur le Latium. Lors du traité de paix qui conclut cette guerre, Rome dissout la ligue latine et annexe une partie des cités latines, l'autre partie conservant une certaine autonomie mais demeurant liée à Rome par des traités particuliers. Les Romains se serviront de ce traité de paix comme un modèle à appliquer aux États qu'ils vaincront dans le futur.

## Contexte
En 390 selon la chronologie traditionnelle romaine, un raid gaulois, mené par le chef sénon Brennus, vainc l'armée romaine à la bataille de l'Allia puis met à sac Rome,.
La République romaine détient un territoire autour de Rome ainsi que les terres de Véies,. Des tribus romaines y sont créées en 389 av. J.-C. selon Tite-Live. La Ligue latine s'étend au sud de Rome et les Herniques sont installés dans la vallée du Tolerum. Des colonies romano-latines ont été déduites à Velitrae et à Circeii, où la population comprend aussi de nombreux natifs volsques.

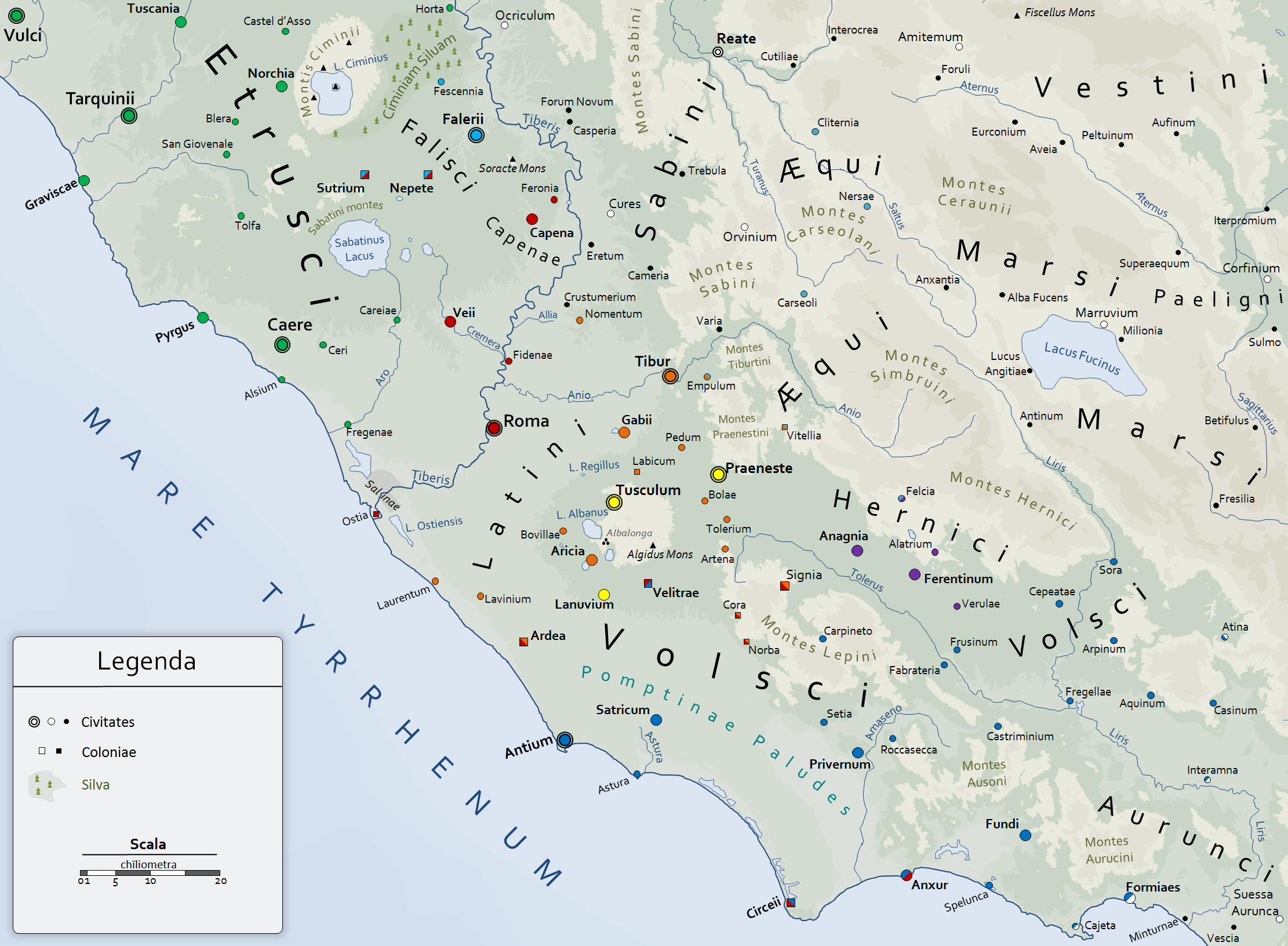
Carte du Latium au lendemain du sac de Rome de 390.
Légende des couleurs des cités et des colonies :

- Étrusques
- Falisques ennemis de Rome
- Falisques alliés à Rome avec garnison romaine
- Romains
- Colonie romano-latine peuplée majoritairement de Volsques
- Colonie romano-latine
- Latins neutres
- Latins en guerre contre Rome entre 390 et 377[N 1]
- Èques
- Herniques
- Volsques
- Cité volsque ou aurunce (ou samnite pour Atina)
- Peuples neutres : Ombriens, Sabins, Vestins, Marses, Péligniens et Aurunces

## Rupture du traité entre Rome et les Latins (389-385)

### Le récit des auteurs antiques
En 390 av. J.-C., une armée gauloise défait l'armée romaine lors de la bataille de l'Allia puis saccage Rome. Selon Tite-Live, les Latins et les Herniques, après un siècle de bons rapports avec Rome, profitent de cette occasion pour rompre le fœdus Cassianum en 389. Dans son récit des années suivantes, Tite-Live décrit la dégradation progressive des relations diplomatiques entre Rome et les Latins. En 387, un rapport de la situation qui devient inquiétante concernant les Latins et les Herniques est lu devant le Sénat romain mais le problème est écarté à l'annonce d'une attaque imminente des Étrusques.
En 386 av. J.-C., les colons romano-latins et natifs volsques d'Antium envahissent les marais pontins et on pense à Rome que les Latins ont envoyé des troupes pour les soutenir. Ces derniers nient être venus en aide aux Antiates mais concèdent qu'ils n'ont pas empêcher des volontaires de se mettre à leur service. Une armée romaine sous le commandement de Marcus Furius Camillus et Publius Valerius Potitus Publicola rencontre les Antiates à Satricum. En plus de Volsques, les Antiates sont soutenus par un grand nombre de Latins et d'Herniques. Les Romains emportent la bataille qui s'ensuit et massacrent les Volsques. Les Latins et les Herniques fuient le champ de bataille et abandonnent Satricum qui est prise par Camille.
Le Sénat romain en vient à considérer le manque de coopération des Latins et des Herniques durant l'invasion gauloise et réclame des explications. Ces derniers se justifient en expliquant que la menace d'incursions volsques ne leur ont pas permis de se séparer d'une partie de leurs troupes mais cette explication est jugée insatisfaisante à Rome. La guerre n'est pourtant pas déclarée. En 385, le Sénat romain nomme Aulus Cornelius Cossus dictateur afin de gérer la guerre contre les Volsques. Le dictateur Cossus mène son armée vers les territoires pontins à la rencontre des Volsques qui l'ont envahit. Ceux-ci sont une nouvelle fois soutenus par les Latins et les Herniques avec des contingents provenant des colonies romano-latines de Circeii et de Velitrae. Les Romains remportent la bataille. La plupart des captifs sont herniques ou latins dont certains de haut rang, preuve pour les Romains qu'ils se sont officiellement alliés aux Volsques, raison suffisante pour leur déclarer la guerre mais les Romains en sont empêchés par le soulèvement de Marcus Manlius Capitolinus. Les Latins, les Herniques et les colons de Circeii et Velitrae réclament bientôt la libération de leurs hommes mais Rome refuse d'accéder à leur demande. La même année, Satricum devient une colonie romaine où 2 000 citoyens romains sont envoyés, recevant chacun deux jugères et demi de terres.

### L'avis des historiens modernes
Quelques historiens modernes ont remis en question le récit de Tite-Live. Tim J. Cornell apporte des nuances sur la défection des Latins qui n'a probablement pas pris la forme d'une rébellion armée mais plutôt d'une dégradation progressive de l'alliance. Durant les décennies précédentes, le pouvoir de Rome a considérablement augmenté, surtout après la conquête de Véies. Les Romains préfèrent dorénavant privilégier leur liberté d'action plutôt que de respecter les accords conclus avec leurs alliés. Néanmoins, certaines cités latines sont demeurées loyales envers Rome comme Tusculum, Lanuvium, Aricie, Lavinium et Ardée. Les colonies de Circeii et de Velitrae semblent avoir été en grande partie peuplée de Volsques, ce qui peut expliquer leurs rébellions. Mais ces deux cités ont pu également se sentir menacées par la politique expansionniste de Rome qui se focalise à l'époque sur les territoires pontins.
La division apparue au sein des cités latines et les bons rapports conservés par Rome avec les cités d'Ardée, Aricie, Gabies, Labicum, Lanuvium et Lavinium expliqueraient selon Stephan P. Oakley que l'armée romaine ait pu opérer dans la région pontine. Dans leurs écrits concernant la jeune République romaine, Tite-Live et Denys d'Halicarnasse font souvent mention d'hommes de peuples pourtant officiellement en paix avec Rome mais qui s'engagent dans les armées ennemies. Bien que cela puisse refléter les pratiques guerrières en Italie à cette époque, il paraît plus probable que ces auteurs utilisent ces détails afin d'offrir une continuité dans leurs récits des événements des années 380.

## Guerre entre Rome et Préneste (383-379)
Vers la fin du IVe siècle av. J.-C., Préneste prend la tête des cités latines opposées à Rome. L'étendue de son territoire en fait la troisième plus grande ville du Latium. Pourtant, de 499 à 383, Préneste est très peu mentionnée dans les sources antiques et la plus grande partie de la lutte de Rome et de la ligue latine contre les Èques semble s'être déroulée au sud de son territoire. Les historiens modernes ont proposé à ce propos que Préneste ait pu être submergée par les Èques ou serait parvenu à conclure une sorte d'accord avec eux. Si c'est le cas, Préneste n'a pas pu appartenir à la ligue latine durant une bonne partie du Ve siècle av. J.-C. Une fois la menace que représentait les Èques écartée vers le début du IVe siècle av. J.-C., Préneste peut se permettre d'agir contre Rome,.

### Les causes

#### Le récit des auteurs antiques
À Rome, sur les conseils du Sénat, les tribus se montrent favorables, à l'unanimité, à une guerre contre Velitrae après avoir nommé cinq émissaires pour partager les territoires pontins et trois autres pour installer une colonie à Nepete en terres falisques. Néanmoins, à cause de la peste qui sévit à Rome cette année-là, aucune campagne militaire n'est lancée. Tite-Live rapporte qu'en 383, Lanuvium, qui s'est montrée jusqu'à présent fidèle à Rome mais se sentant à présent menacée, se rebelle.
Parmi les colons rebelles, un parti favorable à la paix souhaite demander le pardon de Rome mais le parti favorable à la guerre, qui bénéficie du soutien de la population, lance un raid dans le territoire romain qui met fin à toute négociation de paix. Selon une rumeur, Préneste se serait révoltée également et les populations de Tusculum, Gabies et Labicum se plaindraient de ce que leurs terres aient été envahies mais le Sénat refuse de prendre en compte ces nouvelles.
En 382 av. J.-C., les tribuns consulaires Spurius Papirius Crassus et Lucius Papirius Mugillanus marchent contre Velitrae, leurs quatre collègues ayant été laissés à Rome pour la défendre. Les Romains défont l'armée ennemie qui comporte un grand nombre d'auxiliaires venant de Préneste. Malgré leur avantage, les Romains ne s'emparent pas de Velitrae, doutant qu'elle puisse être prise d'assaut et ne souhaitant pas endommager la colonie. D'après le rapport des tribuns concernant l'engagement des Prénestins aux côtés de Velitrae, le Sénat décide de déclarer la guerre à Préneste.
Tite-Live et Plutarque fournissent deux récits indépendants pour l'année 381. Ils rapportent que les Volsques et les Prénestins joignent leurs forces cette année-là et s'emparent de la colonie romaine de Satricum. Les Romains réagissent en élisant Marcus Furius Camillus tribun militaire à pouvoir consulaire pour la sixième fois. Le Sénat lui donne le commandement dans la guerre contre les Volsques au travers d'un décret sénatorial spécial. Le tribun consulaire Lucius Furius Medullinus Fussus est choisi pour être son collègue,. Il y a quelques différences entre les récits de Tite-Live et de Plutarque en ce qui concerne la campagne militaire qui a suivi.
Selon le premier, les tribuns quittent Rome par la Porte Esquiline en direction de Satricum à la tête d'une armée de quatre légions, chacune comprenant 4 000 hommes. Arrivés devant Satricum, les Romains font face à une armée beaucoup plus nombreuse et prête au combat. Camille refuse d'engager la bataille et cherche à traiter avec l'ennemi. Exaspéré par cette stratégie, son collègue Lucius Furius prépare ses troupes au combat, clamant que Camille est devenu trop vieux et trop lent, il remporterait la victoire seul. Camille réunit de solides troupes et attend la conclusion de la bataille. Les Volsques commencent d'abord par se retirer devant la progression des troupes de Furius Medullinus et comme ils l'avaient prévu, les Romains se lancent à leur poursuite sur un terrain en pente qui s'élève jusqu'au camp des Volsques. À cet instant, les ennemis qui fuyaient sont rejoints par plusieurs cohortes qui avaient été placées en avant du camp. Les Romains, désavantagés par le terrain en pente et affrontant un ennemi supérieur en nombre, commencent à fuir. Camille intervient alors avec les troupes qu'il s'était constituées et rallie les fuyards qui reprennent leurs positions. L'infanterie romaine tenant le choc, la cavalerie, menée par Lucius Furius, met pied à terre et charge l'ennemi. Les Volsques finissent par céder et fuient dans la panique, abandonnant leur camp. Un grand nombre est tué ou capturé.
Selon Plutarque, Camille est en fait retenu au camp par la maladie alors que son collègue engage la bataille. Quand il apprend que les Romains ont été mis en fuite, il quitte sa tente, rallie les fuyards et stoppe l'ennemi dans sa lancée. Ensuite, le jour suivant, Camille prend la tête des troupes, défait les Volsques et s'empare de leur camp. Il apprend alors que Sutrium a été prise par les Étrusques qui ont massacré tous les colons romains. Il renvoie une grande partie de ses troupes à Rome tandis qu'il prend la tête des soldats les plus jeunes et surprend les Étrusques, les chassant de Sutrium.

#### L'avis des historiens modernes
De toutes les anciennes cités latines, Lanuvium est la plus proche des marais pontins. Il n'est donc pas surprenant qu'elle ait rejoint la lutte contre Rome. Tite-Live fait souvent état de rumeurs de guerres sur le point d'éclater mais celles-ci ont une réalité historique douteuse. De telles rumeurs ont pu être facilement inventées par les historiens antiques afin de pimenter leurs récits. Néanmoins, certaines peuvent être basées sur des faits réels et si c'est le cas ici, alors on peut penser que Préneste a tenté d'étendre son influence sur toutes les cités latines loyales envers Rome avant de s'attaquer à celle-ci. Les détails fournis par Tite-Live concernant la campagne de 382 sont plausibles mais il est possible que les textes originaux ne mentionnaient que des combats contre Préneste et Velitrae.
Des deux versions de cette bataille, celle de Plutarque semble être plus proche de la réalité. Tite-Live présente un portrait plus noble de Camille et concentre les faits sur un seul jour contre deux pour Plutarque. Le fait que les Prénestins aient rejoint les Volsques à Satricum où ils auraient été défaits par Camille reste crédible. Néanmoins, la majorité, voire la totalité, des détails fournis par les textes antiques sur le déroulement de la bataille, notamment la prétendue querelle entre Camille et Lucius Furius Medullinus Fussus et surtout l'importance des effectifs impliqués, sont aujourd'hui considérés comme fictionnels ou très exagérés.

### Annexion de Tusculum

#### Le récit des auteurs antiques
Après la description de la victoire de Camille sur les Volsques, Tite-Live et Plutarque abordent le conflit opposant Rome à Tusculum. Selon Tite-Live, Camille découvre parmi les prisonniers des hommes originaires de Tusculum qui ont pris part aux combats du côté des Volsques. Ils sont amenés à Rome et après les avoir interrogés, les Romains déclarent la guerre à Tusculum. Selon Plutarque, c'est à son retour à Rome avec son butin que Camille apprend que Tusculum est sur le point de se révolter.
Les opérations militaires sont confiées à Camille qui prend Lucius Furius Medullinus Fussus pour collègue. Tusculum n'offre aucune résistance et quand Camille pénètre dans la ville, il trouve les habitants occupés à leurs taches quotidiennes comme en temps de paix. Il ordonne aux dirigeants de la ville de se rendre à Rome afin de plaider leur cause, ce qu'ils font, menés par le dictateur de Tusculum. Les Romains concluent la paix avec Tusculum et octroient devoirs et droit de citoyenneté entière à ses habitants,,.

#### L'avis des historiens modernes
Vers 381 av. J.-C., Tusculum forme quasiment une enclave dans le territoire romain et son annexion paraît une étape logique pour Rome. En plus d'agrandir le territoire romain et d'augmenter la capacité en troupes, cette annexion permet de séparer Tibur et Préneste des cités latines autour du Mont Albain,.
Tusculum devient le premier municipe romain, une ville dirigée par ses propres citoyens romains. Certains historiens modernes avancent que cet épisode est une invention ou l'anticipation d'un événement postérieur mais d'autres considèrent l'incorporation de Tusuculum dans le territoire romain en 381 comme un fait historique,,.
Tite-Live et les auteurs postérieurs décrivent l'annexion de Tusculum comme un acte de bienveillance mais ce point de vue reflète la réalité de leur époque, où la citoyenneté romaine est précieuse. Au IVe siècle av. J.-C., quand les cités latines luttent pour maintenir leur indépendance face à Rome, une telle annexion représente en fait un acte d'agression et les événements à venir vont révéler que Tusculum n'est pas encore fermement intégrée dans le territoire romain,.

### Dictature de Cincinnatus

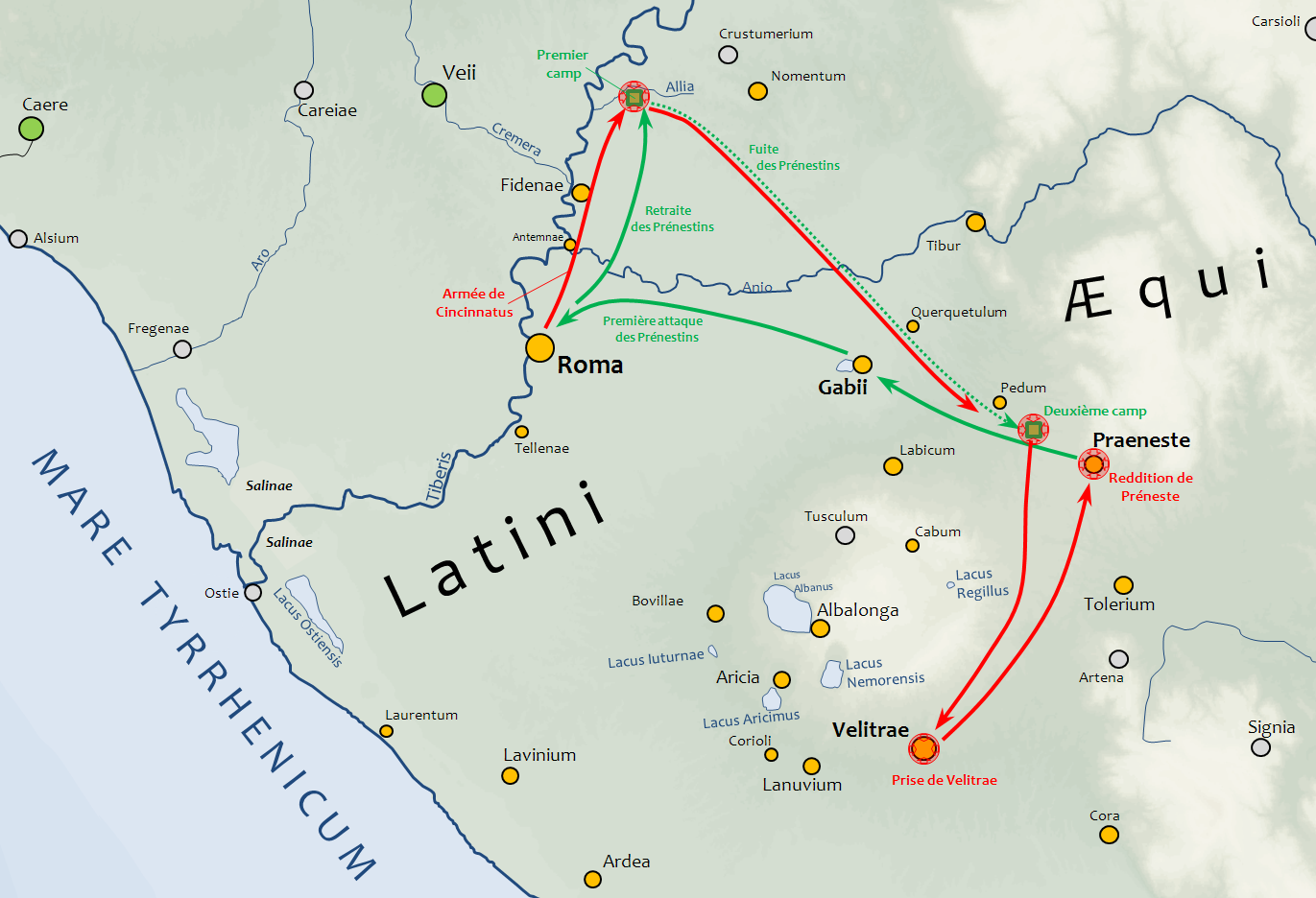
Carte du Latium sur laquelle figurent les mouvements des armées de Préneste et de Rome, tels que rapportés par Tite-Live.

#### Le récit des auteurs antiques
Tite-Live nous fournit le seul récit disponible pour l'année 380. Après l'échec d'un cens à Rome, les tribuns de la plèbe commencent à réclamer la remise des dettes et à s'opposer au recrutement de nouveaux soldats pour la guerre contre Préneste. Les nouvelles annonçant que les Prénestins ont investi les environs de Gabies ne changent rien à la situation. Ayant appris que les Romains n'ont pas levé d'armée, les Prénestins avancent leur armée jusqu'à la Porte Colline. Dans l'urgence, les Romains nomment Titus Quinctius Cincinnatus Capitolinus dictateur avec Aulus Sempronius Atratinus (es) comme maître de la cavalerie. Ces derniers réunissent aussitôt une armée. Les Prénestins se retirent alors jusqu'à l'Allia où ils établissent leur camp. Ce lieu symbolique n'a pas été choisi au hasard puisque c'est à proximité qu'eut lieu la bataille entre Rome et les Gaulois de Brennus, les Prénestins espérant peut-être que les Romains se remémoreront leur défaite.
Les Romains n'hésitent pourtant pas à lancer l'attaque sur le camp ennemi, profitant de la chance qui leur est offerte d'effacer la défaite contre les Gaulois par une victoire. Cincinnatus ordonne à Atratinus de charger le centre des lignes ennemies avec la cavalerie alors que lui-même suit de près avec les légions. Les Prénestins cèdent dès la première charge et, dans la panique, abandonnent leur camp. Les Romains poursuivent les fuyards jusqu'à ce que ceux-ci soient en vue de Préneste. Dans un premier temps, les Prénestins tentent de défendre la campagne autour de Préneste et établissent un camp pour faire face à l'armée romaine. Mais à l'arrivée de celle-ci, les Prénestins abandonnent leur camp et se réfugient derrière les murs de la ville. Les Romains, qui ont désormais le champ libre, s'emparent de huit villes qui dépendent de Préneste et marchent ensuite sur Velitrae qui est prise également. Quand l'armée romaine revient aux abords de Préneste, les habitants se rendent. Après avoir défait l'ennemi, pris neuf villes et capturé deux camps, Titus Quinctius Cincinnatus retourne à Rome en triomphe, rapportant de Préneste une statue de Jupiter Imperator. Celle-ci est installée sur le Capitole, entre les autels de Jupiter et de Minerve et porte l'inscription suivante : « Jupiter et tous les dieux garantissent que le dictateur Titus Quinctius s'est emparé de neuf villes ». Vingt jours après avoir été nommé dictateur, Cincinnatus met fin à son mandat.
Selon Denys d'Halicarnasse, les neuf villes auraient été capturées en autant de jours. Festus Grammaticus ajoute que Préneste a été prise le dixième jour et que pour célébrer l'évènement une couronne en or d'une masse de 2,33 livres romaines (trientem tertium) a été dédiée. Diodore de Sicile rapporte une victoire romaine sur les Prénestins cette année-là mais ne fournit aucun détail supplémentaire.
Selon Tite-Live, l'année suivante, en 379, les Prénestins reprennent les hostilités et tentent d'entrainer les autres Latins mais Préneste n'est ensuite plus mentionnée jusqu'en 358 av. J.-C.

#### L'avis des historiens modernes
Dans l'ensemble, les historiens modernes considèrent la description générale des évènements et la datation de la dictature de Titus Quinctius Cincinnatus Capitolinus rapportées par Tite-Live comme fiables. La capture de neuf villes dépendantes de Préneste et la reddition des Prénestins sont des faits également considérés comme historiques,,, ainsi que la victoire de Cincinnatus contre les Prénestins en bataille rangée et la capture de Velitrae.
Néanmoins, aucun combat n'est signalé contre Velitrae avant 369 et la prise de la ville est peut-être une anticipation d'évènements postérieurs. Par contre, le fait que les Prénestins aient marché sur Rome en passant par Gabies et la localisation de la bataille contre les Romains sur l'Allia demeurent douteux.

## Destruction de Satricum (377)

### Le récit des auteurs antiques
Selon Tite-Live, en 377, les Volsques et les Latins unissent leurs forces à Satricum. L'armée romaine, commandée par les tribuns militaires à pouvoir consulaire Publius Valerius Potitus Publicola et Lucius Aemilius Mamercinus, intervient alors. Le premier jour, la bataille est interrompue par un orage. Le deuxième jour, les Latins résistent aux assauts de l'armée romaine pendant un temps, connaissant sa tactique, mais une charge de cavalerie brise ses rangs et quand l'infanterie romaine s'engouffre dans la brèche formée dans leurs lignes, les Latins cèdent et prennent la fuite. Les Volsques et les Latins se retirent d'abord à Satricum puis jusqu'à Antium. Les Romains poursuivent les fuyards mais n'ont pas l'équipement nécessaire pour établir le siège d'Antium. Après un conflit entre Antiates et Latins pour savoir s'il fallait poursuivre la guerre ou négocier une paix, les Latins quittent la ville et les Antiates ouvrent leurs portes aux Romains. Furieux, les Latins incendient Satricum qui est détruite, excepté le temple de Mater Matuta qui est dit avoir été épargné par les flammes après qu'une voix ait menacé de terribles châtiments si le feu s'étendait jusqu'au sanctuaire.
Ensuite, profitant de l'effet de surprise, les Latins s'emparent de Tusculum, sauf la citadelle qui résiste. Une armée romaine, commandée par les tribuns consulaires Lucius Quinctius Cincinnatus Capitolinus et Servius Sulpicius Praetextatus prend position sur les hauteurs de Tusculum et lance l'assaut sur la ville. Pris en tenaille entre les Romains qui attaquent les murs de la ville et la garnison de Tusculum qui effectue une sortie depuis la citadelle, les Latins sont défaits et massacrés.

### L'avis des historiens modernes
La destruction de la ville de Satricum dans un incendie provoqué par les Romains est rapportée par Tite-Live en 346 qui précise aussi que le temple a été épargné. Les historiens modernes pensent que les incendies de 377 et de 346 ne sont en fait qu'un seul et même événement, la survie miraculeuse du temple dans deux événements si rapprochés dans le temps paraissant douteuse. Néanmoins, ils n'excluent pas, outre ce détail, que la ville de Satricum ait pu être prise par les Latins puis par les Romains quelques années plus tard.
En ce qui concerne l'attaque de Tusculum, les Latins ont pu profiter d'une révolte des habitants à la suite de l'annexion de la ville dans le territoire romain.

## Guerre entre Rome et Tibur (361-354)
Tibur est l'une des plus grandes cités latines mais est assez peu mentionnée dans les sources antiques. Comme Préneste, Tibur a sans doute été submergée par les Èques ou a quitté la ligue latine durant le Ve siècle av. J.-C.. Plus tard, selon Tite-Live, une longue guerre a opposé Rome et Tibur entre 361 et 354. Deux triomphes liés à cette guerre sont inscrits sur les fasti triumphales. D'après une note de Diodore de Sicile, il semble que Préneste est aussi en guerre contre Rome à cette époque mais, excepté en ce qui concerne l'invasion gauloise de 358, Préneste n'est jamais mentionnée dans les textes de Tite-Live pour cette période.

### Le contexte

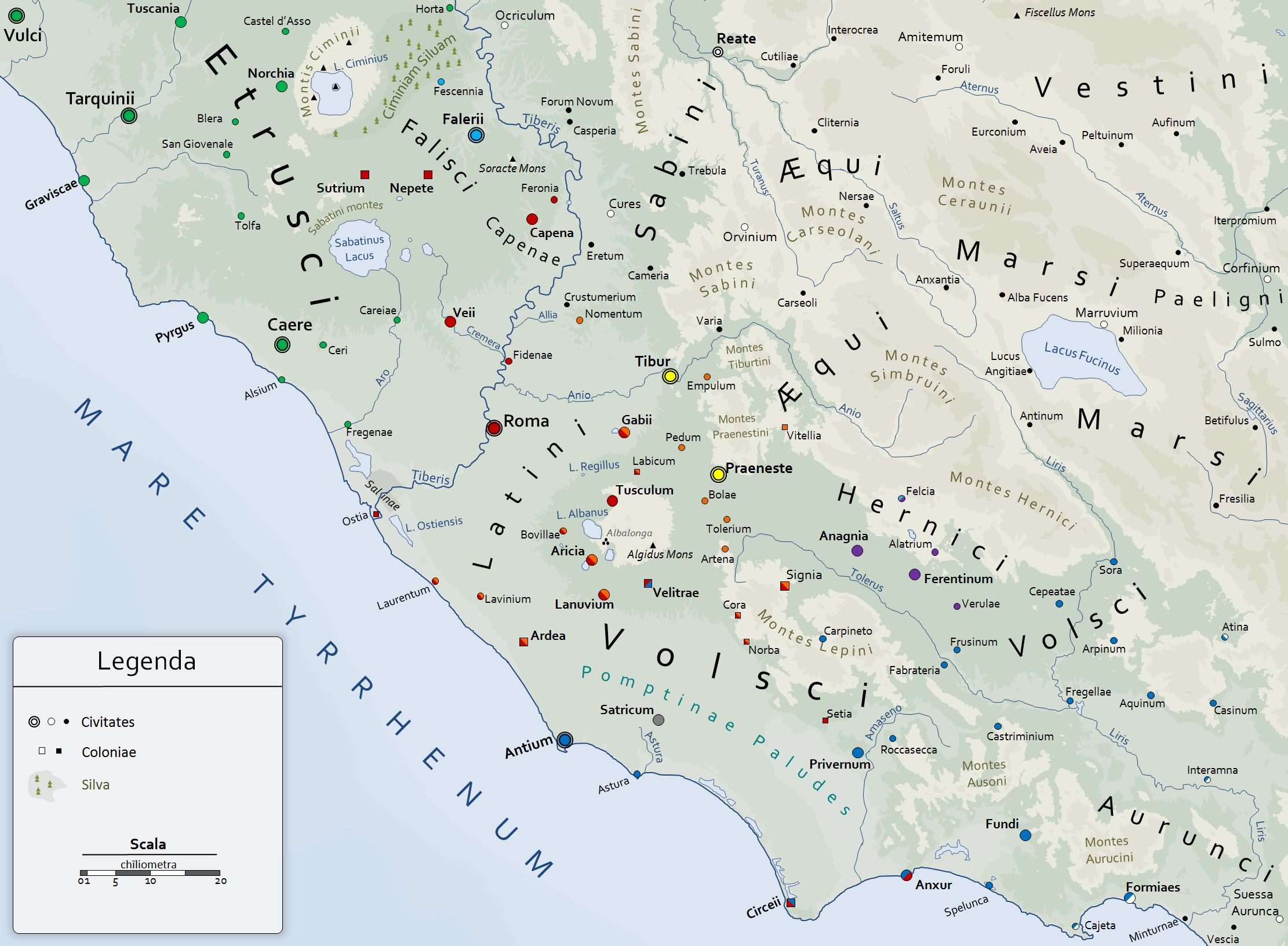
Carte du Latium avant la guerre romano-hernique en 362.
Légende des couleurs des cités et des colonies :

- Étrusques
- Falisques
- Romains
- Colonie romano-latine peuplée majoritairement de Volsques
- Ville latine dominée par Rome
- Colonie romano-latine
- Latins neutres
- Latins en guerre contre Rome entre 361 et 354[N 1]
- Herniques
- Volsques
- Cité volsque ou aurunce (ou samnite pour Atina)
- Peuples neutres : Ombriens, Sabins, Vestins, Èques, Marses, Péligniens et Aurunces

### Alliance de Tibur et des Gaulois

#### Le récit des auteurs antiques
Selon Tite-Live, le casus belli dont profitent les Romains pour déclarer la guerre à Tibur date de 361, quand les Tiburtins ont refusé d'ouvrir leurs portes à une armée romaine qui revient d'une campagne contre les Herniques. Après de nombreuses plaintes des deux côtés, les Romains décident qu'ils déclareront la guerre à Tibur si le collège des Fétiaux ne parvient pas à obtenir réparation.
La même année, le territoire romain est envahi par des Gaulois en maraude. Ceux-ci sont défaits par les Romains et se déplacent vers le territoire de Tibur. Tiburtins et Gaulois forment alors une alliance. Après avoir été réapprovisionnés par les Tiburtins, les Gaulois quittent le Latium pour la Campanie.
L'année suivante, en 360, le consul Caius Poetilius prend le commandement d'une armée pour attaquer Tibur. Au même moment, les Gaulois partis en Campanie réapparaissent et, sous le commandement des Tiburtins, ils lancent des raids sur les territoires de Labicum, Tusculum et Albe. Les Romains réagissent en nommant Quintus Servilius Ahala dictateur. Ce dernier défait les Gaulois dans une bataille qui s'est déroulée près de la porte Colline. Les Gaulois fuient vers Tibur mais sont interceptés par le consul Caius Poetilius avant d'atteindre la ville. Les Tiburtins tentent une sortie pour soutenir leurs alliés mais ils sont également défaits par les Romains. Les Tiburtins et Gaulois survivants parviennent à regagner la ville. Le consul Caius Poetilius rentre à Rome et célèbre le 29 juillet un double triomphe pour sa victoire sur les Gaulois et les Tiburtins,.
Les Tiburtins cherchent à diminuer l'impact de leur défaite et lancent une attaque nocturne sur Rome en 359. La situation paraît d'abord inquiétante pour les Romains jusqu'à ce que ceux-ci s'aperçoivent à la lumière du jour que les troupes ennemies sont peu importantes. Les consuls décident alors de mener une sortie depuis deux portes et les Tiburtins sont repoussés.

#### L'avis des historiens modernes
Les causes de la guerre paraissent légères et une grande partie des détails apportés par Tite-Live ont certainement été inventés. La guerre contre les Gaulois paraît douteuse et le fait que Tite-Live et les fasti triumphales attribuent le triomphe au consul et non au dictateur qui a été nommé cette année-là suggère que la dictature de Ahala a peut-être également été inventée.

### Renouvellement de l'alliance entre Rome et les Latins

#### Le récit des auteurs antiques
En 358 av. J.-C., le Latium est de nouveau menacé par une invasion gauloise. Tite-Live rapporte que les Romains négocient un nouveau traité avec les Latins à la demande de ces derniers qui envoient des troupes pour combattre les Gaulois qui ont atteint Préneste et se sont installés dans les environs de Pedum. Le dictateur romain Caius Sulpicius Peticus prend la tête de l'armée romano-latine et défait les Gaulois. Cette même année, d'après Tite-Live, les Romains fondent une nouvelle tribu, la tribu Pomptina.

#### L'avis des historiens modernes
On ne sait pas précisément qui sont les Latins qui ont renouvelé leur alliance avec Rome et s'ils ont été impliqués dans les guerres des années précédentes. Il semble que les cités de Tibur et de Préneste soient restées étrangères à cette alliance et sont demeurés résolument hostiles à Rome,. Les autres cités latines n'ont pas dû voir d'un bon œil la présence romaine devenue permanente dans la région pontine mais la menace que représentent les Gaulois a pu les décider à se tourner vers Rome et lui fournir des troupes. Cette pratique a pu se maintenir par la suite, ce qui expliquerait l'accélération de l'expansion romaine durant les années 350 et 340.

### Fin de la guerre

#### Le récit des auteurs antiques
Tite-Live ne fournit que de brèves descriptions des événements des dernières années de guerre. En 356, le consul Marcus Popillius Laenas commande les opérations contre Tibur. Il repousse les Tiburtins dans leurs murs et ravage les environs.
En 355, les Romains prennent Empulum aux Tiburtins sans que ceux-ci offrent une grande résistance. Selon certains des auteurs sur lesquels s'appuie Tite-Live, les deux consuls Caius Sulpicius Peticus et Marcus Valerius Publicola (en) prennent le commandement d'une armée et attaquent Tibur, mais pour d'autres, seul Publicola dirige l'armée contre les Tiburtins tandis que Peticus mène une campagne en Étrurie.
En 354, les Romains s'emparent de Sassula, autre ville de la sphère d'influence de Tibur. Les Tiburtins négocient alors la paix et la guerre se termine. Un triomphe est célébré par le consul Marcus Fabius Ambustus le 3 juin, selon les fasti triumphales. D'après Diodore de Sicile, Rome fait la paix avec Préneste la même année.

#### L'avis des historiens modernes
Il s'agit de la seule mention des villes d'Empulum et de Sassula qui doivent être de petites cités situées dans le territoire contrôlé par Tibur, leurs localisations précises étant inconnues. Les historiens modernes considèrent que la capture de si petites villes n'a probablement pas été inventée et leur mention doit provenir de rapports officiels de l'époque,.
La plupart des batailles qui ont ponctué la guerre entre Rome et Tibur ne sont pas d'une grande ampleur et les cités de Tibur et de Préneste ont été davantage affaiblies par l'effort de guerre continu que par leurs pertes sur le champ de bataille.
Après les négociations de paix de 354, il n'est plus fait mention des deux villes jusqu'à la guerre latine de 340-338 av. J.-C.

## La guerre latine
Durant la guerre latine, les Latins et les Volsques tentent une dernière fois de mettre à mal la suprématie romaine sur le Latium. Lors du traité de paix qui conclut cette guerre, Rome dissout la ligue latine et annexe une partie des cités latines, l'autre partie conservant une certaine autonomie mais demeurant liée à Rome par des traités particuliers.
Ceux des Campaniens qui ont pris part à la guerre aux côtés des Latins acquièrent la civitas sine suffragio, ce qui leur octroie les droits et les devoirs des citoyens romains, comprenant le service militaire, à l'exception du droit de vote dans les assemblées romaines.
Les Romains se serviront de ce traité de paix comme un modèle à appliquer aux Etats qu'ils vaincront dans le futur.